# Station Göhrde
Station Göhrde (Haltepunkt Göhrde) is een spoorwegstation in de Duitse plaats Breese am Seißelberge (gemeente Nahrendorf) in de deelstaat Nedersaksen. Het station ligt aan de spoorlijn Wittenberge - Jesteburg en is geopend op 26 november 1874 door de Berlin-Hamburger Eisenbahn-Gesellschaft aan de toenmalige zijlijn Wittenberge - Buchholz. Het stationsgebouw heeft een monumentale status en behoort tot het laagste categorie 7.
Het station was bij de opening een belangrijke toegang tot de keizerlijke jacht in de staatsbossen Göhrde.
In de volksmond wordt het station Kaiserbahnhof Göhrde genoemd. Sinds 1979 bevindt zich in het stationsgebouw het Bildungsstätte Kinder- und Jugendzentrum Bahnhof Göhrde (onderwijsplaats).

## Geschiedenis
Over een spoorweghalte in Breese am Seißelberge werd voor het eerst in augustus 1869 in een toelichting op het besluit voor de bouw van de zijlijn Wittenberge - Buchholz gesproken. Op dat moment was er een halte voorzien, terwijl alle andere als station werden gebouwd. Aangezien de bouw van de spoorlijn al vergevorderd was en de spoorlijn tot Hitzacker in oktober 1873 geopend was, werd het ontwerp voor het station van de Berlin-Hamburger Eisenbahn aangepast. De opening van het station was voor de start van de keizerlijke jacht voorzien. Het werd in 1874 gebouwd en op 26 november 1874 werd de eerste treinreis door de keizer gemaakt.
De bouw van de spoorlijn en het station werd aan de noordelijke rand van het oorspronkelijke ringdorp Breese am Seißelberge en een daarmee verbonden parallellen stratenplan werd door de komst van de spoorlijn veranderd in een rechthoekige vorm. Oorspronkelijk heette het station station Breese, de naam werd al in 1875 naar Staatsbahnhof Göhrde veranderd wegens de het gebruik door de Duitse keizer voor de jacht, welke plaatsvond tussen 1871 en 1913 in de Göhrde.
Met het einde van de monarchie in Duitsland in het jaar 1918 nam de betekenis van het station af. Er werden geen jachtpartijen meer uitgevoerd of door belangrijke personen bezocht. Het station en vooral het stationsgebouw werden alleen voor het treinverkeer gebruikt en meerdere malen omgebouwd. In de tijd van nazi-Duitsland hadden de nazi- en de Reichsbahnleiders het plan om het station meer betekenis te geven en het stationsgebouw te verdubbelen. Deze plannen werden niet doorgezet, omdat naar verluidt Hermann Göring niet ging jagen in de Göhrde.
Tijdens de tijd van de Deutsche Reichsbahn werd het station een kantoor voor Wittenberge onder leiding van de directie in Hamburg. Het station hoorde tot de laagste van de vier stationsklasse (ter vergelijking: Lüneburg was een eerste klasse station, Dannenberg Ost tweede klasse en Dahlenburg een station van de derde klasse).
Na de Tweede Wereldoorlog was de doorgaande spoorverbinding over de Elbe onderbroken en nam de betekenis van de spoorlijn af en was alleen van belang voor de Landkreis Lüchow-Dannenberg. Gelijktijdig nam het individuele verkeer toe. De Deutsche Bundesbahn concentreerde zich na de oorlog op het functionele behoud van het station en de vereenvoudiging van de exploitatie van de spoorlijn. Het behoud van de historische gebouwen raakte op de achtergrond.
In de slechte toestand verkocht de Deutsche Bundesbahn het stationsgebouw in 1979 aan de vereniging Kinder- und Jugendzentrum Bahnhof Göhrde e. V., die als onderwijscentrum opereert. Het station kreeg in 1981 een monumentale status en in 1983 werd met de restauratiewerkzaamheden begonnen. Het stationsgebouw werd van binnen omgebouwd naar onderhoudscentrum en van buiten werd de historische aanblik hersteld.
In de jaren 1989 volgde de laatste terugbouw van de sporen. Het goederenemplacement werd gesloten en de sporen teruggebouwd naar één spoor. Görhde is naar de terugbouw geen station (Bahnhof) meer, maar is een halte (Haltepunkt) geworden.

## Keizerstation

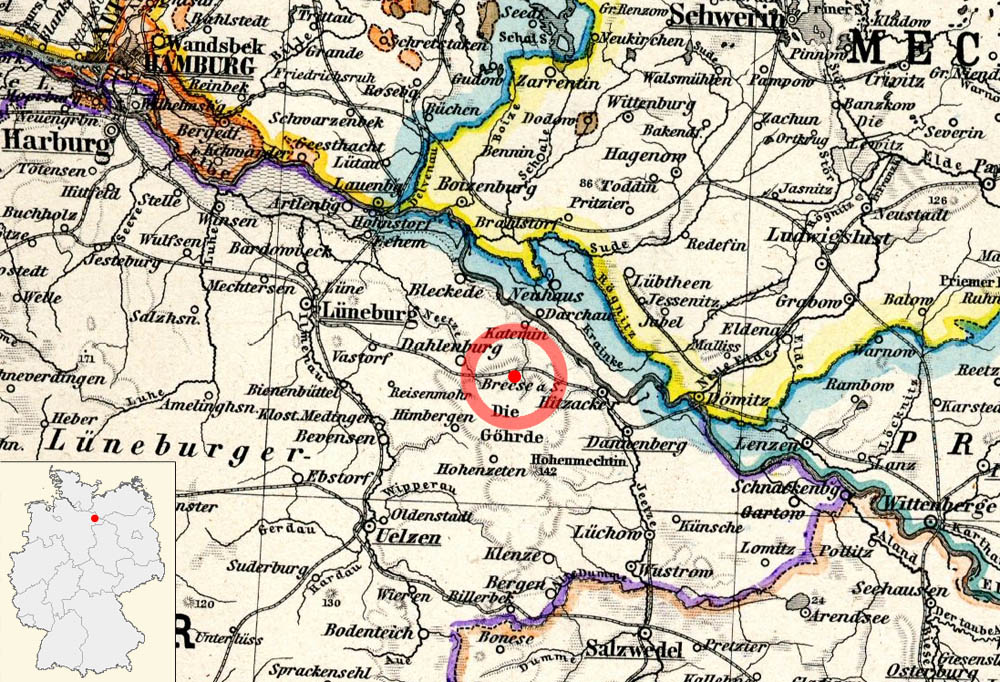
Station Göhrde in Breese am Seißelberge aan de zijlijn Wittenberge - Buchholzer (1891)

De Duitse keizer Wilhelm I kwam vanaf 1871 jaarlijks met zijn grote hofhouding voor de jacht in de Göhrde. In de eerste jaren reisde hij met zijn keizerlijke trein van Berlijn via Lehrte naar Bevensen. De aan de spoorlijn Lehrte - Cuxhaven gelegen station is ongeveer 24 kilometer van het jachtslot Göhrde gelegen. Dit traject moest met een koets afgelegd worden.
De zijlijn van Wittenberge naar Buchholz werd op 15 december 1873 tot Hitzacker geopend. Vanaf 1874 reisde het keizerlijke jachtgezelschap niet meer via Bevensen naar de Göhrde, maar rechtstreeks naar station Breese (de naam van het station Göhrde in het eerste jaar). Het station was nog 4,5 kilometer van het jachtslot gelegen. Deze weg werd tevens met koetsen gereden en later met motorvoertuigen.
De eerste keizerlijke jachtgezelschap reisde op 26 november 1874 noch voor de officiële opening van de spoorlijn op 31 december 1874 af. Hierdoor werd de zijlijn van Hitzacker tot Breese am Seißelberge op 20 of 24 november 1874 door de politie vrijgemaakt. De uit drie reizigers- en een bagagerijtuig bestaande keizerlijke trein verliet op 14.30 uur Berlijn en reed rond 17.25 uur over de Dömitzer Elbbrücke. In Dannenberg en Hitzacker maakte de trein voor een feestelijke ontvangst een korte tussenstop.
Voor de reizende allerhoogste en hoogste heerschappen golden bijzondere voorschriften. De spoorwegbeambten waren tot geheimhouding verplicht, zo moesten alle documenten na de reis vernietigd worden. Op geschikte stations moesten reservelocomotieven staan, zodat bij een incident de trein zo snel mogelijk kan keren. Machinist en stoker mochten deze locomotieven niet verlaten. Bij het rijden moest hevig stoten en schommelen van de trein vermeden worden. De locatie, waar de trein in het station stoppen zou, werd door beambten of medewerkers gemarkeerd met een rode vlag of in de nacht met een rode lamp. Het station was voor het bezoek feestelijk versiert en een rode loper was vanaf het perron door de westvleugel van het stationsgebouw tot de uitgang uitgelegd. De medewerking van de bevolking was groot, omdat iedereen de keizer wou zien. Voor de veiligheid van de hofhouding van de landdrost van Lüneburg verantwoordelijk. Bij het eerste bezoek van de keizer waren er twee sergeants, zeven man te paard en vier lopende gendarmen ingezet.
Laatste maal voor de uitbraak van de Eerste Wereldoorlog op 30 en 31 oktober 1913 vond er de jacht in de Göhrde plaats. Keizer Wilhelm II had daarvoor zijn zonen, de prinsen Eitel Frederik van Pruisen, Oscar van Pruisen en Joachim van Pruisen, de Oostenrijkse troonopvolger Frans Ferdinand van Oostenrijk-Este, rijkskanselier Theobald von Bethmann Hollweg, generaal Helmuth Johannes Ludwig von Moltke en de Oostenrijk-Hongaarse ambassadeur Ladislaus von Szögyény-Marich uitgenodigd. Voor het tweedaagse evenement was veel personeel nodig. Het dienstpersoneel bestond uit 90 personen, die voor de helft uit het vaste personeel van het keizerlijke hof hoorde en de andere helft kwam uit de omliggende dorpen. De hofhouding reisde een of twee dagen voor de jacht af. Daarnaast brachten de uitgenodigde gasten minsten twee eigen dienaren mee.

## Spoorwegfaciliteiten

Sporenplan van 1938:
1–7: Sporen
EG: Stationsgebouw
Gw: Seinhuis West
Go: Seinhuis Oost
GS: Goederenloods
ES: Expresgoederenloods
R: Laadperron
LS: Laadweg
B: Reizigersperron
NG: Bijgebouwen (Toilet, Wasruimte, Loods)

Het station had een groot stationsgebouw aan de zuidzijde van het emplacement, dat via een bestraten inrit via de Kreisstraße 6 te bereiken is. Het gebouw van de goederenafhandeling bevond zich aan de westkant ten noorden van de sporen, twee seinhuizen aan het westelijke en oostelijke uiteinde van het station. Het stationsgebouw en de inrit heeft een monumentale status.

### Stationsgebouw
Het drie verdieping tellende stationsgebouw bestaat uit een middengedeelte met de gevel naar voren en twee zijgedeeltes met de gevel aan de zijkant. Deze zijgedeeltes zijn lager dan het middengedeelte. Het gebouw bestaat uit bakstenen en een vakwerkconstructie. Houtversieringen doen aan het jachtslot denken. In het middelste deel bevonden zich dienstruimtes. De westelijke vleugen was voor de hoogste heren voorbehouden, in de oostelijke vleugen waren twee wachtruimtes voorhanden. Eén wachtruimte was voor alle reizigers open, de andere moest voor gereserveerd worden zodat hier de gewone burger niet kon komen. Op de eerste etage van het middelste gedeelte was de woning van de stationschef, de tweede etage was voor de woning voor de treindienstleider. Het overige spoorwegpersoneel woonde in het naastgelegen dorp Pommoissel.
Westelijk van het stationsgebouw stond een kleine schuur voor de afhandeling van expresgoederen. Oostelijk van het stationsgebouw waren er drie bijgebouwen, namelijk een toilet, een douche en een stal.
Het stationsgebouw werd in de loop van de tijd meerdere malen omgebouwd, voor het eerst in 1909. De zolder van de oostvleugel werd met drie kamers uitgebreid. Na 1918 kon het hele gebouw gebruikt worden voor de exploitatie en het spoorwegpersoneel. In 1925-1926 werd voor de bouwopzichter in de westvleugel, welke in de keizertijd werd gebruikt voor de belangrijkste gasten, verbouwd naar een 2½-kamerwoning en voor de helft onderkelderd. De overgebleven wachtruimte werd in 1935 omgebouwd naar stationsrestauratie en het de wachtruimte met reserveringsplicht tot keuken. Daaronder werd een kleine bierkelder aangelegd. De bruikbare oppervlakte van de dienstruimte in het middengedeelte werd gehalveerd en als woon- en clubruimte gebruikt. De aan de spoorzijde gelegen dakkapellen van beide vleugels werden vervangen door erkers, de open veranda aan de straatkant werd met ramen gesloten en de gek opnieuw gemetseld.
In de tijd van de Deutsche Bundesbahn vond in 1967 de vierde verbouwing plaats, die de meeste ingrijpende gevolgen had voor de architectuur. Het behoud van het oude gebouw raakte ten gunste van de functionaliteit op de achtergrond. Dit was het meest zichtbaar op het dak. De leistenen dakpannen werden vervangen door Eternit-golfplaten en de dakkapellen aan de straatzijde werden verwijderd. De balkondeuren op de eerste etage werden door eendelige vensters vervangen en de serres op de tweede etage tot de dragende constructie verwijderd. Oorspronkelijk zouden de balkons volledig verwijderd worden, maar doordat dit structurele consequenties had werden de balkons op basis van de hoge kosten niet verwijderd. De schuiframen op de eerste etage werden allemaal vervangen door een eendelig venster.
De vereniging Kinder- und Jugendzentrum Bahnhof Göhrde begon eind 1983 met de restaurering van het stationsgebouw en de overgebleven bijgebouwen. De werkzaamheden werden financieel door de deelstaat Nedersaksen en de bond ondersteund. Het project werd een werkverschaffingsproject voor werklozen of met geïnteresseerde personen uitgevoerd.
De eerste deel van de werkzaamheden vond voornamelijk plaats in de westvleugel van het gebouw. De zolder werd omgebouwd tot een woon- en slaapgedeelte voor twaalf personen. Aan beide zijde van het dak werden dakkapellen gebouwd en de vakwerkgevel evenals de kamer in het middelste gedeelte gerestaureerd.
Tijdens de tweede deel van de werkzaamheden was de oostvleugel aan de beurt. Ook hier werden aan beide zijde dakkapellen gebouwd, de zolder omgebouwd en de vakwerkgevel gerestaureerd. In het middelste hoofdgedeelte werd de balkon weer teruggeplaatst en kreeg deuren die nagemaakt waren van het origineel. Ook de vensters op de eerste verdieping werden zo veel mogelijk nagemaakt volgens het originele ontwerp, waarbij ook de gek werd vervangen volgens het origineel.
De voormalige dienstruimte op de begaande grond werd in zijn oude afmetingen hersteld, de stationsrestauratie werd gerenoveerd en het dak kreeg zijn leistenen dakpannen terug.

### De halte
Sinds het verwijderen van het emplacement en alle wissels wordt er volgens de Deutsche Bahn niet meer gesproken een Bahnhof, maar over een Haltepunkt. De huidige halte bevindt zich direct ten westen van het voormalige stationsgebouw. Op het voormalige spoor 1 staan houten abri's en een vertrekstaat. De reizigerstreinen halteren langs het perron van het voormalige spoor 2, nu spoor 1. Het perron heeft een bruikbare lengte van 142 meter. De toegang tot het perron is drempelvrij, de te lage perron biedt geen naadloze aansluiting op de trein.

### Goederenfaciliteiten
Tegenover het stationsgebouw bevonden zich een goederenloods en een laadperron voor zij- en koplading. Aan het laadperron waren er faciliteiten voor het verladen van vee. De laadperrons zijn verbonden met een laadweg die via een overweg aan de westkant van het station te bereiken is. Aan de overweg sluit zich naast een laadweg ook een onverharde weg aan.
De laadweg is tot het voormalige goederenloods nog steeds in bezit van de Deutsche Bahn. De goederenloods bevindt zich in privébezit.

### Sporenplan
Het station had in totaal zeven sporen. De sporen 1 en 2 waren voor het reizigersverkeer, de sporen 5 tot 7 voor het goederenverkeer. Spoor 1 was het doorgaande hoofdspoor en liep langs het hoofdperron naast het stationsgebouw. Tussen de sporen 1 en 2 was er een eilandperron welke niet bestraat was. Dit spoor weg gebruikt als kruis- en inhaalspoor voor het enkelsporige baanvak, ook spoor 3 wordt hiervoor gebruikt. Spoor 4 werd hoofdzakelijk gebruikt voor het opstellen van treinen. Spoor 5 liep de goederenloods en laadperrons voorbij, spoor 6 eindigde als kopspoor op het koplaadperron. Langs spoor 7 lag de laadweg.
De eerste afbouw van de sporen was in 1956, toen het opstelspoor 4 werd verwijderd. In de tweede helft van de jaren '70 werd het kruis- en inhaalspoor 3 en de laadsporen 6 en 7 gesloopt. In 1989 ontkwamen de sporen 1 en 5 niet aan de sloophamer. Hierdoor bleef spoor 2 alleen over en werd de spoorlijn een klein stukje verlegd om vloeiend op spoor 2 aan te sluiten.

### Seinen- en veiligheidssystemen

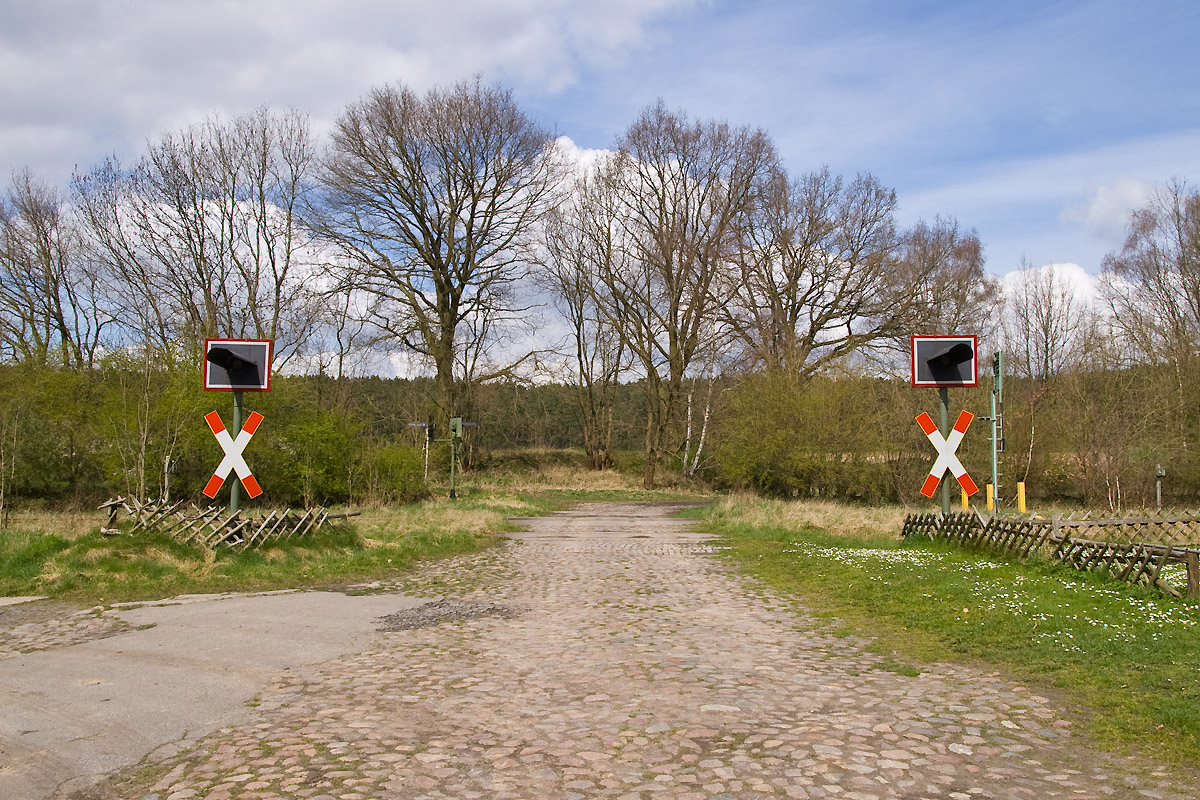
Overweg naar de voormalige laadweg en een onverharde weg aan de westzijde van het station

Het station was in totaal met tien armseinen beveiligd. Aan beide perroneinde bevonden zich een hoofdsein met twee armen en een voorsein. De uitrijseinen waren aan beide einde van de sporen 1 tot 3 voorzien. Alle uitrijseinen hadden tot het eind jaren '30 één arm. De seinen van de kruis- en inhaalsporen 2 en 3 kregen toen een arm erbij, zodat lagere snelheden afgedwongen kunnen worden. De sporen 4 en 7 waren door middel van ontspoorinrichtingen beveiligd, zodat wagons niet op de doorgaande sporen kunnen rijden. De overweg naar de laadweg had oorspronkelijk slagbomen.
De wissels, seinen en slagbomen worden bediend vanuit twee seinhuizen, één aan beide uiteinde van het station (genaamd "Go" en "Gw").
In de tweede helft van de jaren '50 werd door de Deutsche Bundesbahn de spoorlijn als zijlijn bestempeld waardoor alles vereenvoudigd werd. Hierdoor werden de seinhuizen, seinen, aansturing van de wissels en de slagbomen afgebroken. De overweg werd voortaan met waarschuwingslichten beveiligd. De wissel werden omgezet naar handbediening zodat het stationspersoneel de wissels zelf moesten omzetten indien nodig.

## Treinverkeer
De halte wordt momenteel door de Regionalbahn (RB) 32, welke rijdt tussen Lüneburg en Dannenberg Ost, bediend. Station Göhrde en de haltes richting Lüneburg liggen allemaal nog in de tariefzone van de HVV (Hamburg). Goederen worden sinds 1989 niet meer afgehandeld. Het station was altijd een stopplaats voor alle reizigerstreinen die langs het station reden. De belangrijkste treinen die ooit in Göhrde stopten, waren de tussen de jaren '60 en de jaren '80 rijden sneltreinen welke naar Hamburg reden.

### Reizigersverkeer
Na de opening van de zijlijn tussen Wittenberge en Buchholz halteerde in station Göhrde dagelijks twee treinparen en een gemixte treinpaar (personen en goederen), die reden op de doorgaande verbinding tussen Wittenberge en Buchholz. De frequentie van de treinverbindingen veranderde tot de nationalisering van de Berlin-Hamburger Eisenbahn in 1884 niet. De reistijd lag in de eerste jaren tot Lüneburg om en nabij de 66 minuten, tot Dannenberg rond de 44 minuten. Een enkeltje naar Lüneburg kostte in de jaren 1880 tweede klas 200 pfennig en voor de derde klas 130 pfennig. Een enkeltje naar Dannenberg kostte 120 pfennig voor de tweede klas en 80 pfennig voor de derde klas.
Begin van de jaren 10 werd de zijlijn in Lüneburg gesplitst en het doorgaande verkeer naar Buchholz stilgelegd. De treinen die stoppen in Göhrde begonnen en eindigde in Lüneburg. Na de Tweede Wereldoorlog was de spoorlijn over de Dörmitzer Elbbrücke onderbroken en was er geen doorgaand treinverkeer naar Wittenberge meer mogelijk. Zo bleef alleen de verbinding Lüneburg - Dannenberg Ost over. De enige uitzondering van vanaf de jaren '60 rijdende sneltreinen. Deze enkele sneltreinen reden na Lüneburg verder naar Hamburg Hauptbahnhof. Deze sneltreinen kwamen vanaf de dienstregelingswissel in mei 1988 niet meer voor.
De frequentie van reizigerstreinen die in Göhrde stopten lag begin twintigste eeuw tussen de zes en veertien, gemiddeld waren dit vijf treinparen per dag. Voor de Eerste Wereldoorlog stonden er zeven treinparen in de dienstregeling, deze frequentie daalde tijdens de oorlog naar vijf. De laatste dienstregeling voor de Tweede Wereldoorlog voorzag vijf treinparen per dag voor Göhrde, waarna er tijdens de oorlog en erna twee treinparen wegvielen. In de jaren '50 stopten er, evenals in de winterdienstregeling van 1988-1989, tien reizigerstreinen op een werkdag in het station.
De halte ligt aan de dienstregelingslijn 112 (Kursbuchstrecke) en is vanaf 2004 het oostelijke punt van tariefzone van de Hamburger Verkehrsverbundes (HVV). De lijn wordt bediend door de lijn RB 32, die tot 2014 door de HVV als R 31 werd genummerd.
Tegenwoordig halteren op werkdagen in elke richting vijf stoptreinen die elke drie uur rijden; op zon- en feestdagen elke vier uur, wat betekent drie treinen naar Lüneburg en vier treinen naar Dannenberg. De reistijd naar Lüneburg bedraagt 42 minuten en naar Dannenberg 25 minuten. Een enkeltje naar Lüneburg evenals naar Dannenberg kost in de tweede klas HVV-tarief € 3,20. Vanaf 2014 exploiteert erixx de verbinding tussen Lüneburg en Dannenberg.
| Serie | Treinsoort           | Route                                           | Bijzonderheden                           |
| ----- | -------------------- | ----------------------------------------------- | ---------------------------------------- |
| RB 32 | Regionalbahn (Erixx) | Lüneburg – Dahlenburg – Göhrde – Dannenberg Ost | Wendlandbahn Rijdt eenmaal per drie uur. |

### Goederenverkeer

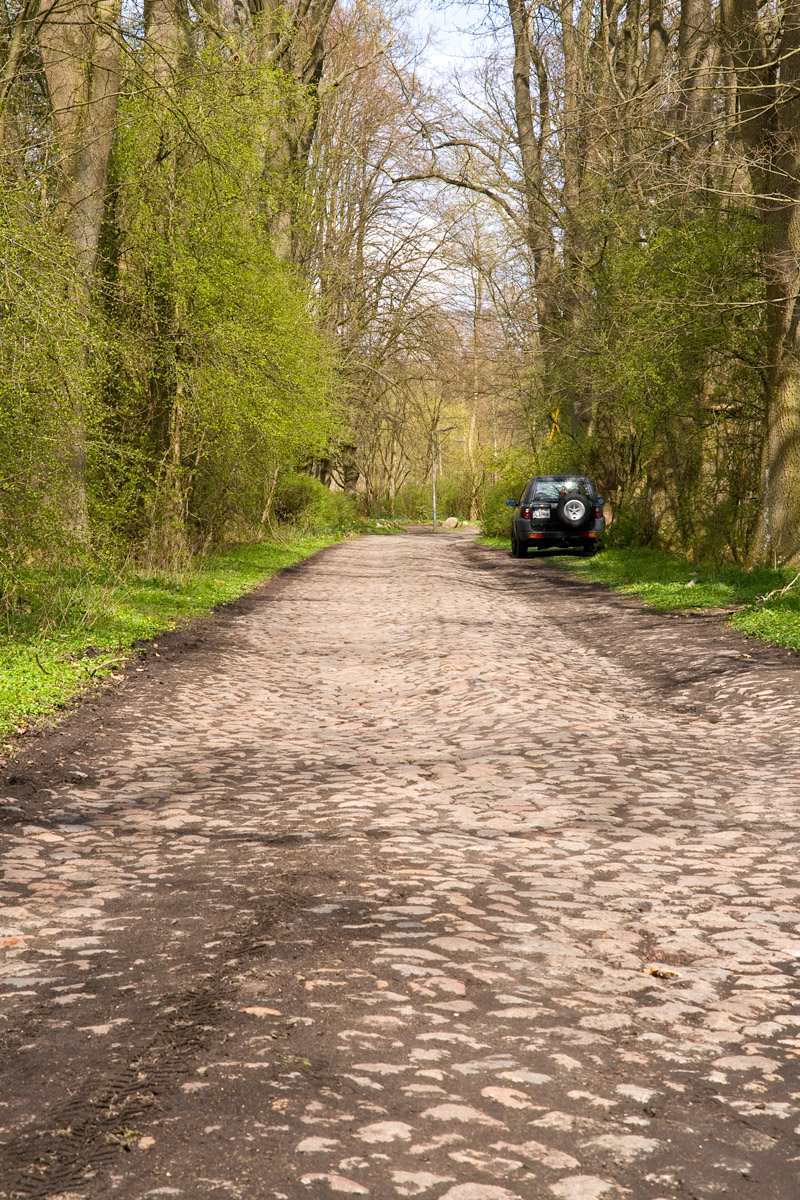
De verharde weg die toegang biedt tot het station heeft een monumentale status

In station Göhrde werd vanaf het begin goederen overgeslagen. In Göhrde werd toen 23 tonkilometer afgehandeld (ter vergelijking: Lüneburg 1782, Dahlenburg 39 en Dannenberg 708 tonkilometer).
In station Göhrde werden levensmiddelen evenals stukgoederen, kunstmest, briketten, cokes, turf, suikerbietenpulp en dierenvoedsel in complete wagenladingen ontvangen. Verzonden goederen waren eet- en pootaardappels, suikerbieten, stro, hooi, mijnbouw hout, eiken-, beuken- en vurenhout, slacht- en fokdieren. In de tijd van de keizers werd graan naar Berlijn verladen. In de jaren '20 werd dukdalfhout voor de Haven van Hamburg vanuit Göhrde geleverd, in de naoorlogse tijd gemengd met mijnbouw hout voor het Ruhrgebied. Tot eind jaren '80 werden suikerbieten verladen. Voor de volledige stuiting van de goederenafhandeling werd er alleen nog boomstammen overgeslagen.
De aanlevering volgende vanaf eind jaren '60 met een Nahgüterzug (goederentrein die onderweg wagons af- of aankoppelt) Lüneburg - Dannenberg Ost, die alleen het station Göhrde voorbijreed. De wagons voor Göhrde werden in Dahlenburg afgekoppeld en met een Übergabegüterzug (goederentrein voor de laatste kilometers) getrokken door een locomotor naar Göhrde gebracht. Het afleveren van goederen gebeurde vervolgens in tegengestelde richting. In de jaren '80 volgde het transport uitsluitend met Übergabegüterzüge van en naar Lüneburg. Alleen tijdens het suikerbietenseizoen reden er volledige goederentreinen over de lijn. Daarbij reed tweemaal per week vanaf Dannenberg Ost een locomotor met een Übergabegüterzug van en naar Göhrde.

## Onderwijscentrum
De vereniging "Kinder- und Jugendzentrum Bahnhof Göhrde e. V." exploiteert in het stationsgebouw en om het terrein ten zuiden van de sporen vanaf 1979 een onderwijscentrum.
In het voormalige stationsgebouw zijn overnachtingsmogelijkheden met sanitaire faciliteiten, keuken en een gemeenschappelijke ruimte voor 45 personen. Het onderwijscentrum beschikt over een donkere kamer voor het ontwikkelen van foto's, een zeefdrukkerij, werkplaats, imker, bloemen- en groentetuin en een multifunctionele weide.

## Natuur en milieu
In het voorjaar van 2012 werd onder het stationsdak een levende populatie laatvliegers gevonden, welke met minimaal 126 volwassenen de grootste populatie van Nedersaksen en ook vermoedelijk het grootste van Duitsland is. De natuurbescherming van de Landkreis Lüneburg heeft het station Göhrde als beschermde plek uitgeroepen om de populatie te behouden.
Het huis en stationsgebouw van Göhrde werd in de herfst van 2014 door de natuurbescherming Duitsland met de plaquette "Laatviegervriendelijk huis" voorzien.